# NXT TakeOver: Stand & Deliver
NXT TakeOver: Stand & Deliver foi o 34º NXT TakeOver e o evento inaugural de luta profissional Stand & Deliver pay-per-view (PPV) e transmissão ao vivo produzido pela WWE. Foi realizado para lutadores da divisão da marca NXT da promoção. O evento aconteceu durante a semana WrestleMania 37, nos dias 7 e 8 de abril de 2021, e foi transmitido do Capitol Wrestling Center, hospedado no WWE Performance Center em Orlando, Flórida. Foi o único TakeOver ocorrido em duas noites. Ambas as noites foram ao ar internacionalmente na WWE Network, e também foi o primeiro evento in-ring da WWE a ir ao ar no Peacock nos Estados Unidos, após o encerramento da versão americana autônoma do serviço mencionado em 4 de abril. A primeira noite também foi ao ar na USA Network no horário semanal da noite de quarta-feira do NXT, tornando-se o único TakeOver a ir ao ar na televisão, bem como a transmissão final do NXT às quartas-feiras antes de passar para as terças-feiras em 13 de abril, enquanto a segunda noite foi ao ar no PPV tradicional. além dos serviços de transmissão ao vivo.
O card consistiu em 12 lutas divididas igualmente nas duas noites, incluindo uma partida no pré-show para cada noite. No evento principal da Noite 1, Raquel González derrotou Io Shirai para vencer o Campeonato Feminino do NXT. Outras lutas proeminentes incluíram Walter derrotando Tommaso Ciampa para reter o Campeonato do NXT UK e MSK (Wes Lee e Nash Carter) derrotou Grizzled Young Veterans (James Drake e Zack Gibson) e Legado Del Fantasma (Raul Mendoza e Joaquin Wilde) para ganhar a o vago Campeonato de Duplas do NXT. Duas partidas foram promovidas como lutas do evento principal para a Noite 2. Naquela que foi a partida final do card, Kyle O'Reilly derrotou Adam Cole em uma partida não sancionada. Na penúltima partida promovida como a outra partida do evento principal, Karrion Kross derrotou Finn Bálor para vencer o Campeonato do NXT. Em outra luta de destaque na eliminatória que abriu o evento, Santos Escobar derrotou Jordan Devlin em uma luta de escadas para determinar o Campeão Indiscutível Cruiserweight do NXT.
Enquanto a série NXT TakeOver foi descontinuada em setembro, o evento Stand & Deliver continuou, com um segundo evento agendado para o ano seguinte a ser realizado durante o fim de semana da WrestleMania 38. Isso, por sua vez, estabeleceu o Stand & Deliver como o evento anual do NXT realizado durante a semana da WrestleMania. Este também foi o único evento Stand & Deliver a ir ao ar em PPV, já que a partir do evento do ano seguinte, os principais eventos do NXT estarão disponíveis apenas através das plataformas de transmissão ao vivo da WWE.

## Produção

### Introdução
TakeOver foi uma série de shows de luta profissional que começou em maio de 2014, quando a marca NXT da WWE realizou seu segundo evento exclusivo da WWE Network, anunciado como TakeOver. Nos meses seguintes, o apelido "TakeOver" tornou-se a marca usada pela WWE para todos os seus especiais ao vivo do NXT. Embora originalmente exclusivos da WWE Network, os eventos NXT TakeOver também se tornaram disponíveis no tradicional pay-per-view (PPV) começando com TakeOver 31 em outubro de 2020.
Anunciado durante o episódio de 10 de março de 2021 do NXT, Stand & Deliver foi agendado como o 34º evento NXT TakeOver. Foi também o único TakeOver de duas noites, transmitido em 7 e 8 de abril de 2021, sendo posteriormente o único TakeOver a ser realizado em uma noite de quarta e quinta-feira. Ambas as noites foram ao ar na WWE Network, tornando-se o primeiro evento no ringue da WWE a ir ao ar no canal WWE Network da Peacock nos Estados Unidos após o encerramento da versão autônoma da WWE Network em 4 de abril. A primeira noite também foi transmitida simultaneamente no horário normal do NXT na USA Network, tornando-o o único TakeOver a ir ao ar nos EUA e na televisão a cabo. Este também foi o último evento do NXT a ir ao ar no horário de quarta-feira à noite, já que o NXT começou a ser transmitido nas terças-feiras, em 13 de abril. A segunda noite foi ao ar em PPV tradicional, além das plataformas de transmissão ao vivo. A guitarrista Nita Strauss cantou "The Star-Spangled Banner" na noite 1, enquanto a musicista Poppy cantou sua música "Say Cheese" na noite 2.

#### Impacto da pandemia de COVID-19
Como resultado da pandemia COVID-19 que começou a afetar a indústria em meados de março de 2020, a WWE teve que apresentar a maior parte da sua programação a portas fechadas. A programação do NXT foi inicialmente realizada na sede do NXT, Full Sail University, em Winter Park, Flórida. Em outubro de 2020, os eventos do NXT foram transferidos para o WWE Performance Center em Orlando, Flórida, apresentando a configuração "Capitol Wrestling Center", uma homenagem à Capitol Wrestling Corporation, a antecessora da WWE. Assim como o WWE ThunderDome utilizado para a programação do Raw e SmackDown, placas de LED foram colocadas ao redor do Performance Center para que os fãs pudessem comparecer virtualmente, enquanto, além disso, amigos e familiares dos lutadores estavam presentes, juntamente com um número limitado de fãs reais ao vivo, divididos entre si por paredes de plexiglass.
Para o TakeOver: Stand & Deliver, a capacidade de assentos foi aumentada no Capitol Wrestling Center, com fileiras extras de assentos sendo adicionadas e as divisórias de plexiglass sendo removidas. Os fãs, no entanto, ainda eram obrigados a usar máscaras e recebiam testes COVID gratuitos antes de entrar, sendo necessário um teste negativo para entrar.

### Rivalidades
O card compreendeu um total de 12 partidas divididas igualmente entre as duas noites, que incluíam uma partida pré-show em cada noite. As lutas resultaram de histórias roteirizadas, onde os lutadores retratavam heróis, vilões ou personagens menos distinguíveis em eventos roteirizados que construíam tensão e culminavam em uma luta ou série de lutas. Os resultados foram predeterminados pelos escritores da WWE na marca NXT, enquanto as histórias foram produzidas no programa de televisão semanal da WWE, NXT.

## Resultados
Noite 1 (7 de abril)
| Nº                                          | Resultados | Estipulações | Tempo |
| ------------------------------------------- | --- | --- | ----- |
| Pré- show                                   | Zoey Stark derrotou Toni Storm | Luta individual | 9:52  |
| 1                                           | Pete Dunne derrotou Kushida | Luta individual | 10:39 |
| 2                                           | Bronson Reed derrotou Isaiah "Swerve" Scott, Cameron Grimes, LA Knight, Dexter Lumis e Leon Ruff                                                | Luta Gauntlet de eliminação de seis homens O vencedor recebeu uma luta pelo Campeonato Norte Americano do NXT na Noite 2. | 23:14 |
| 3                                           | Walter (c) derrotou Tommaso Ciampa | Luta individual pelo Campeonato do NXT UK                                                                                 | 16:59 |
| 4                                           | MSK (Wes Lee e Nash Carter) derrotaram Grizzled Young Veterans (James Drake e Zack Gibson) e Legado Del Fantasma (Raul Mendoza e Joaquin Wilde) | Luta de três duplas pelo vago Campeonato de Duplas do NXT                                                                 | 15:24 |
| 5                                           | Raquel González (com Dakota Kai) derrotou Io Shirai (c)                                                                                         | Luta individual pelo Campeonato Feminino do NXT                                                                           | 12:56 |
| (c) – Refere-se aos campeões antes da luta. | | |       |

Noite 2 (8 de abril)
| Nº                                          | Resultados                                                                                                   | Estipulações                                                                             | Tempo |
| ------------------------------------------- | --- | ---------------------------------------------------------------------------------------- | ----- |
| Pré- show                                   | Killian Dain e Drake Maverick derrotaram Breezango (Tyler Breeze e Fandango)                                 | Luta de duplas Os vencedores receberam uma futura luta pelo Campeonato de Duplas do NXT. | 8:38  |
| 1                                           | Santos Escobar (Campeão Interino Cruiserweight do NXT) derrotou Jordan Devlin (campeão do NXT Cruiserweight) | Luta de escadas para determinar o Campeão Indiscutível Cruiserweight do NXT              | 18:08 |
| 2                                           | Ember Moon e Shotzi Blackheart (c) derrotaram The Way (Candice LeRae e Indi Hartwell)                        | Luta de duplas pelo Campeonato de Duplas Femininas do NXT                                | 10:34 |
| 3                                           | Johnny Gargano (c) (com Austin Theory) derrotou Bronson Reed                                                 | Luta individual pelo Campeonato Norte Americano do NXT                                   | 16:23 |
| 4                                           | Karrion Kross (com Scarlett) derrotou Finn Bálor                                                             | Luta individual pelo Campeonato do NXT                                                   | 17:05 |
| 5                                           | Kyle O'Reilly derrrotou Adam Cole                                                                            | Luta não sancionada                                                                      | 40:19 |
| (c) – Refere-se aos campeões antes da luta. | |                                                                                          |       |

### Gauntlet de eliminação
| Eliminado | Lutador               | Entrada | Eliminado por         | Método de eliminação | Tempo |
| --------- | --------------------- | ------- | --------------------- | -------------------- | ----- |
| 1         | Leon Ruff             | 1       | Isaiah "Swerve" Scott | Pinfall              | 11:45 |
| 2         | Dexter Lumis          | 5       | LA Knight             | Pinfall              | 17:50 |
| 3         | LA Knight             | 6       | Bronson Reed          | Pinfall              | 18:00 |
| 4         | Cameron Grimes        | 4       | Isaiah "Swerve" Scott | Pinfall              | 21:45 |
| 5         | Isaiah "Swerve" Scott | 2       | Bronson Reed          | Pinfall              | 23:14 |
| Vencedor  | Bronson Reed          | 3       |                       |                      | 23:14 |